# 八幡平 (列車)
八幡平（はちまんたい）は、かつて東日本旅客鉄道とIGRいわて銀河鉄道が盛岡駅 - 大館駅間をいわて銀河鉄道線・花輪線経由で運行していた快速列車である。

## 概要
盛岡と秋田県各地を結んだ急行「よねしろ」を引き継いだ列車である。
徐々に運行本数が減少し、2015年3月のダイヤ改正をもって廃止となった。

## 運行概況
廃止時点では1往復の運行で、盛岡行きが昼間時、大館行きが夕刻に設定されていた。

### 停車駅
盛岡駅 - 青山駅 - 厨川駅 - 巣子駅 - 滝沢駅 - 渋民駅 - 好摩駅 -（東大更駅）- 大更駅 - 平館駅 -（北森駅）- 松尾八幡平駅 - 安比高原駅 - 荒屋新町駅 - 田山駅 - 湯瀬温泉駅 - 鹿角花輪駅 - 十和田南駅 -（末広駅）-（土深井駅）-（沢尻駅）-（十二所駅）- 大滝温泉駅 - 扇田駅 - 東大館駅 - 大館駅
- 括弧内の駅は下りのみ停車。

## 使用車両
- 盛岡車両センター所属キハ110系気動車（盛岡行は4両、大館行は2両）
  - 全車自由席、全車禁煙車

## 花輪線優等列車沿革
- 1962年：盛岡駅 - 秋田駅間を花輪線・奥羽本線経由で運行する準急列車「よねしろ」運行開始。
- 1963年：「よねしろ」を1往復増発し2往復となる。
- 1965年：「よねしろ」の1往復を仙台駅発着とする。
- 1966年：「よねしろ」が急行列車に昇格。また、仙台駅 - 秋田駅間を釜石線・山田線・花輪線経由の急行「さんりく」運行開始。
- 1967年：「よねしろ」の仙台駅発着の1往復を上野駅発着の急行「みちのく」として弘前駅まで乗り入れ。「よねしろ」は盛岡駅発着の1往復となる。
- 1968年：盛岡駅発着の「よねしろ」の名称を「はちまんたい」に変更。
- 1970年：上野駅発着の急行「みちのく」を系統分割し仙台駅発着とし、「よねしろ」として分離。
- 1972年：盛岡駅発着の「はちまんたい」と釜石線・山田線・花輪線経由の急行「さんりく」の宮古駅 - 秋田駅間を、宮古駅・盛岡駅 - 秋田駅間を花輪線経由で運行される急行列車「よねしろ」に統合。
- 1982年11月15日：「よねしろ」が盛岡駅 - 大館駅・弘前駅間に運転区間を変更。

停車駅
- 盛岡駅 - 好摩駅 - 大更駅 - 荒屋新町駅 - 湯瀬駅（現・湯瀬温泉駅） - 八幡平駅 - 陸中花輪駅（現・鹿角花輪駅） - 十和田南駅 - 大滝温泉駅 - 扇田駅 - 東大館駅 - 大館駅 - 碇ケ関駅 - 大鰐駅（現・大鰐温泉駅） - 弘前駅
- 1985年3月14日：「よねしろ」が快速列車「八幡平」に格下げ。2往復で運行される。

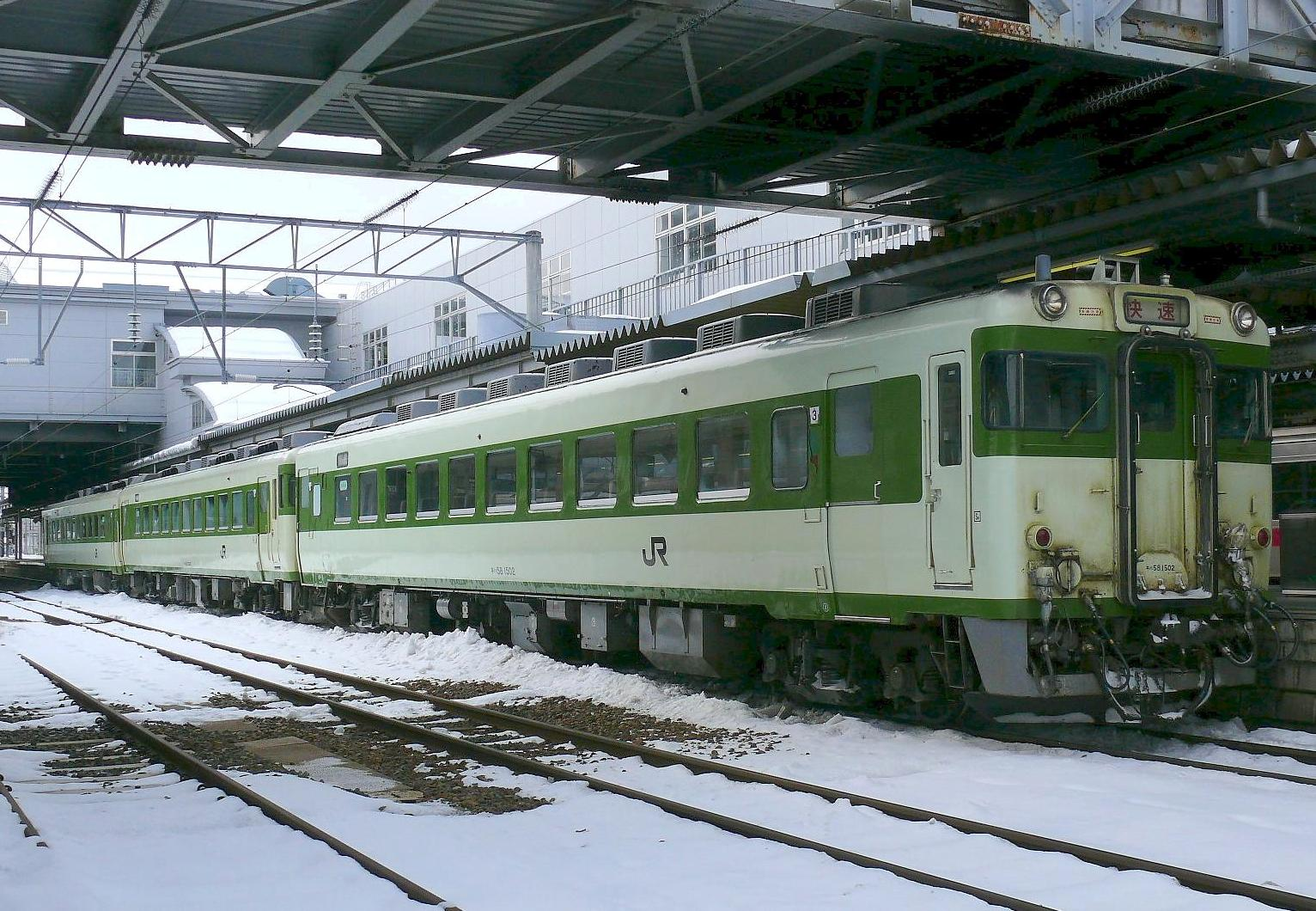
急行「よねしろ」と、その後継の快速列車に使用されたキハ58・28系気動車。
（2008年2月3日）

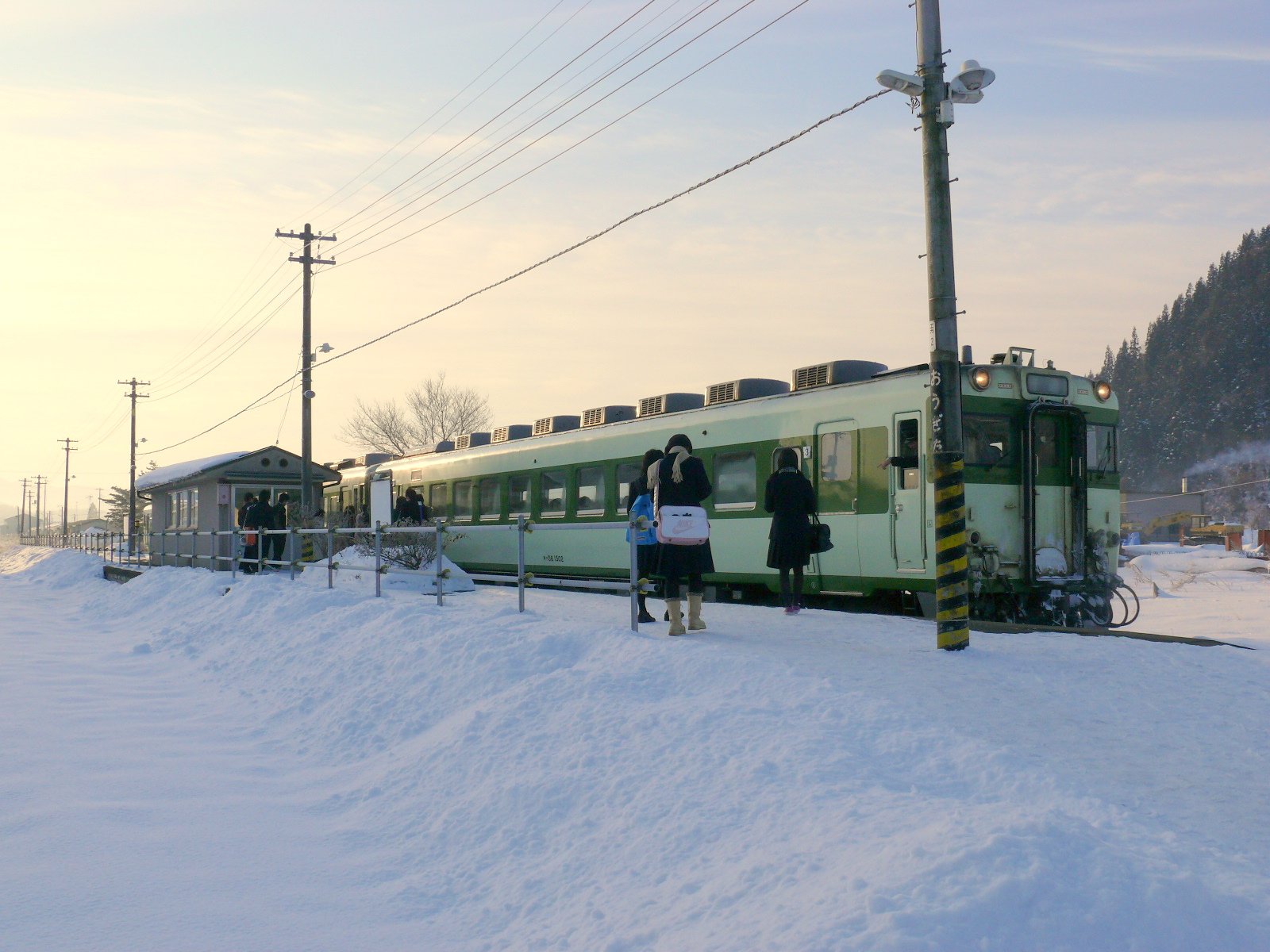
花輪線扇田駅に停車中の奥羽本線への快速列車。
（2008年2月3日）

- 1986年11月1日：快速「八幡平」、大館駅発着列車を廃止。弘前駅発着のみとなる。また、秋田駅 - 陸中花輪駅（現：鹿角花輪駅）間を運行する急行「よねしろ」運行開始。
「よねしろ」の急行区間は秋田駅 - 大館駅間のみ、花輪線内各駅停車。
- 1992年3月14日：盛岡駅 - 大館駅間に快速「八幡平」1往復増発。
- 1997年1月10日：上野駅→安比高原駅間で臨時寝台急行「ホワイトスノー安比」運転開始[2]。
- 1998年1月9日：臨時寝台急行「ホワイトスノー安比」の一部車両を盛岡駅で分割。「ホワイトスノー安比・盛岡」に名称を変更。
- 1999年12月4日：弘前発盛岡行き快速「八幡平」を大館で系統分離、全列車が盛岡駅 - 大館駅間の運行となる。
- 2000年3月11日：快速「八幡平」1往復を普通列車に格下げ。1往復のみの運行となる。
- 2001年12月1日：「八幡平」の停車駅に渋民駅・滝沢駅を追加。
- 2002年12月1日：東北新幹線八戸駅乗り入れ。これに伴い、以下のように変更。
  1. 急行「よねしろ」廃止、無名の快速列車へ格下げ[3]となり、停車駅に井川さくら駅が加わった他、全車禁煙となる。
  2. 東北本線盛岡駅 - 好摩駅間がIGRいわて銀河鉄道となったため「ホワイトスノー安比・盛岡」が廃止。

廃止直前の急行列車「よねしろ」停車駅
秋田駅 - 土崎駅 - 追分駅 - 大久保駅 - 八郎潟駅 - 森岳駅 - 東能代駅 - 二ツ井駅 - 鷹ノ巣駅 - 早口駅 - 大館駅 - 鹿角花輪駅間の各駅
  - 花輪線内（大館駅 - 鹿角花輪駅間）は普通列車として運行し、各駅に停車。

使用車両
秋田車両センター（現・秋田総合車両センター南秋田センター）所属国鉄キハ58・28系気動車3両、全車自由席。
- 2007年3月：「八幡平」の車両をキハ52・58系からキハ110系に置き換え。
- 2008年3月15日：鹿角花輪駅 - 秋田駅間の快速列車（旧「よねしろ」）が大館駅で分断され、鹿角花輪 - 大館間はキハ110系、大館駅 - 秋田駅間は701系電車での運行となり、奥羽本線直通列車が消滅。
- 2009年3月14日：夕方の盛岡駅 - 松尾八幡平駅間普通列車廃止の代替として、下り「八幡平」の好摩駅 - 松尾八幡平駅間が各駅停車となる。
- 2010年12月4日：いわて銀河鉄道線内が各駅停車となる。
- 2015年3月14日：下りが盛岡発大館行き、上りが大館発鹿角花輪行きの普通列車に格下げされる形で、「八幡平」は廃止となる[4]。